# Liste des maires de Colombes

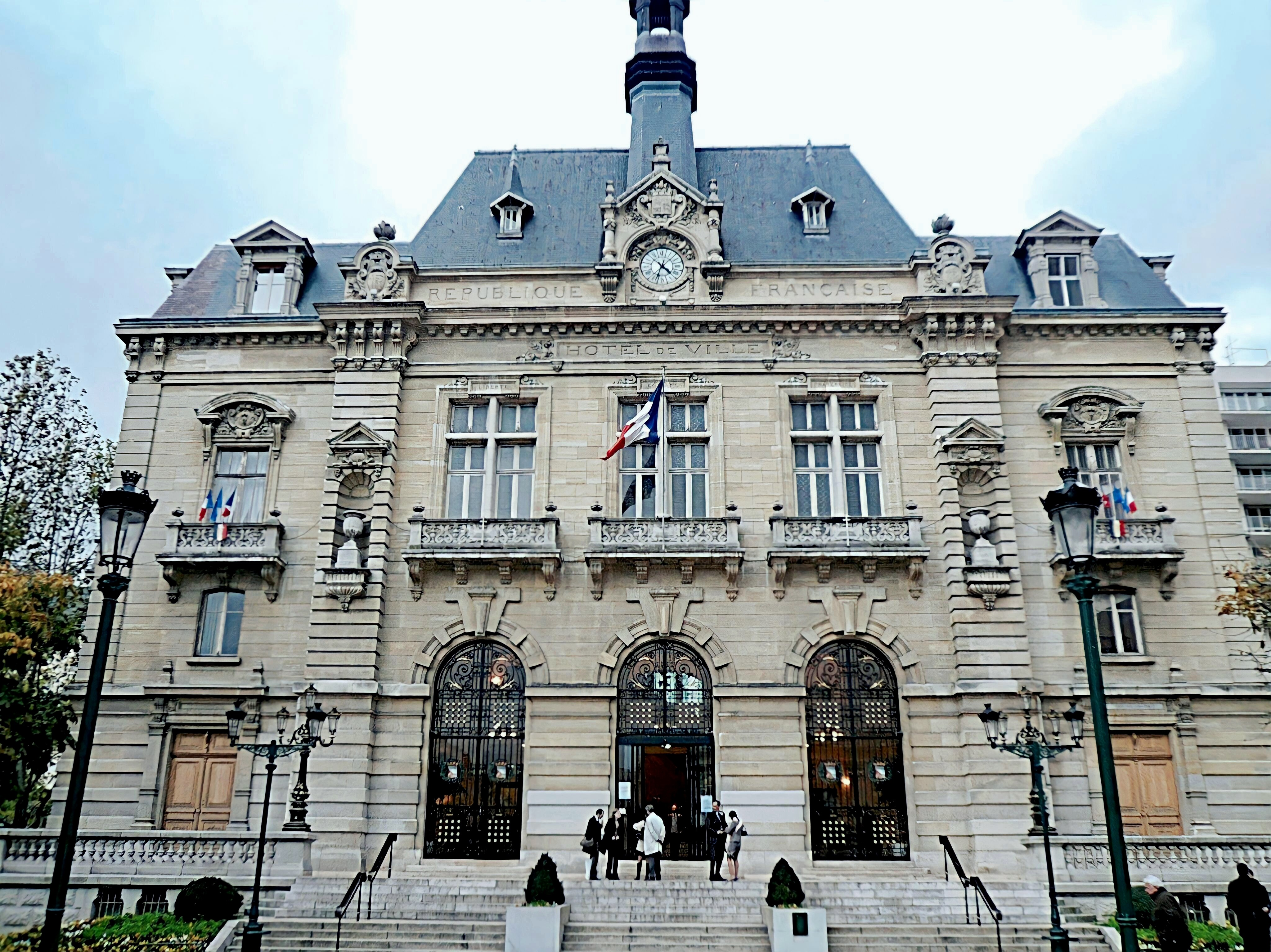
Hôtel de ville de Colombes

Cet article détaille la liste des maires successifs de la commune de Colombes, commune française, du département des Hauts-de-Seine de la région Île-de-France.

## Liste
| Période        | Période    | Identité                         | Étiquette                 | Qualité |
| -------------- | ---------- | -------------------------------- | ------------------------- | --- |
| 8 février 1790 | 1791       | Jean-Baptiste Durand             |                           | Vigneron |
| 1791           | 1793       | Claude Nicolas Marcy             |                           | Menuisier |
| 1793           | 1798       | Pierre Louis Poisson             |                           | Vigneron |
| 1798           | 1800       | Louis François Delassus          |                           | |
| 1800           | 1802       | Jacques Desruaulx                |                           | |
| 1803           | 1804       | Joseph-Xavier Delfau de Pontalba |                           | Baron de Carondelet → |
| 1805           | 1811       | Louis-Valéry Bracquemard         |                           | Notaire |
| 1812           | 1834       | François-Jacques Bataille        |                           | Propriétaire |
| 1834           | 1840       | Alexandre Lorrain                |                           | Percepteur |
| 1840           | 1843       | Jean-Baptiste Ménelotte          |                           | Notaire |
| 1843           | 1863       | Charles Renard                   |                           | |
| 1863           | 1870       | Pierre Aymar-Bression            |                           | Écrivain |
| 1870           | 1871       | Henri Dezauche                   |                           | Médecin |
| 1871           | 1874       | Albert-Nicolas Guillot           |                           | |
| 1874           | 1875       | Pierre Aymar-Bression            |                           | |
| 1875           | 1876       | Louis-Côme Bouts                 |                           | |
| 1876           | 1880       | Albert-Nicolas Guillot           |                           | |
| 1881           | 1884       | Edouard Chaumet                  |                           | |
| 1884           | 1887       | Armand Lépine                    |                           | |
| 1887           | 1888       | Gustave Bienvêtu                 |                           | |
| 1888           | 1892       | Émile Delhaye                    |                           | |
| 1892           | 1896       | Ovide Sellier                    |                           | |
| 1896           | 1898       | Pierre Melusson                  |                           | |
| 1898           | 1919       | Pierre Geofroix,                 |                           | |
| 1919           | 1921       | Paul Latzarus                    |                           | |
| 1921           | 1935       | Maurice Chavany                  | Radical                   | Architecte Conseiller général de Colombes (1925 → 1929) |
| 1935           | 1939       | Élie Bruneau                     | PCF                       | Ouvrier teinturier Suspendu le 5 octobre 1939 |
| 1939           | 1941       | Émile Boyer                      | SFIO                      | Contrôleur général au ministère du Travail 3e adjoint au maire Nommé président de la délégation spéciale le 5 octobre 1939                                                                 |
| 1941           | 1944       | Fernand Gouve                    |                           | Nommé maire le 9 mai 1941 |
| octobre 1945   | mars 1947  | Pierre Boussuge                  | PCF                       | Ouvrier métallurgiste |
| mars 1947      | mars 1959  | Paul Bouchu                      | RPF                       | |
| mars 1959      | mars 1965  | Marcelle Devaud                  | UNR                       | Sénatrice de la Seine (1946 → 1958) Députée de la Seine (1958 → 1962) Membre du Conseil économique et social (1963 → 1979)                                                                 |
| mars 1965      | mars 1965  | Henri Neveu,                     | PCF                       | Maire honoraire durant 1 mois Conseiller général de Colombes (1935 → 1940 et 1945 → 1967)                                                                                                  |
| mars 1965      | mars 2001  | Dominique Frelaut,               | PCF                       | Député des Hauts-de-Seine (1973 → 1986 et 2001 → 2002) Conseiller général de Colombes-Nord (1967 → 1973) Conseiller général de Colombes-Sud (1976 → 1982) Chevalier de la Légion d'honneur |
| mars 2001      | mars 2008  | Nicole Goueta                    | UMP                       | Conseillère générale de Colombes-Sud (2001 → 2015) |
| mars 2008,     | avril 2014 | Philippe Sarre                   | PS                        | Directeur d'école Conseiller général de Colombes-Nord-Ouest (2004 → 2008) |
| avril 2014,    | juin 2020  | Nicole Goueta                    | UMP → LR                  | Conseillère générale de Colombes-Sud (2001 → 2015) Conseillère départementale de Colombes-1 (2015 → )                                                                                      |
| juin 2020      | En cours   | Patrick Chaimovitch              | Europe Écologie Les Verts | |

## Pour approfondir